# 比勒塔尔
比勒塔尔是德国巴登-符腾堡州的一个市镇。总面积17.68平方公里，总人口7942人，其中男性3956人，女性3986人（2011年12月31日），人口密度449人/平方公里。

比勒塔尔 - Bühlertal
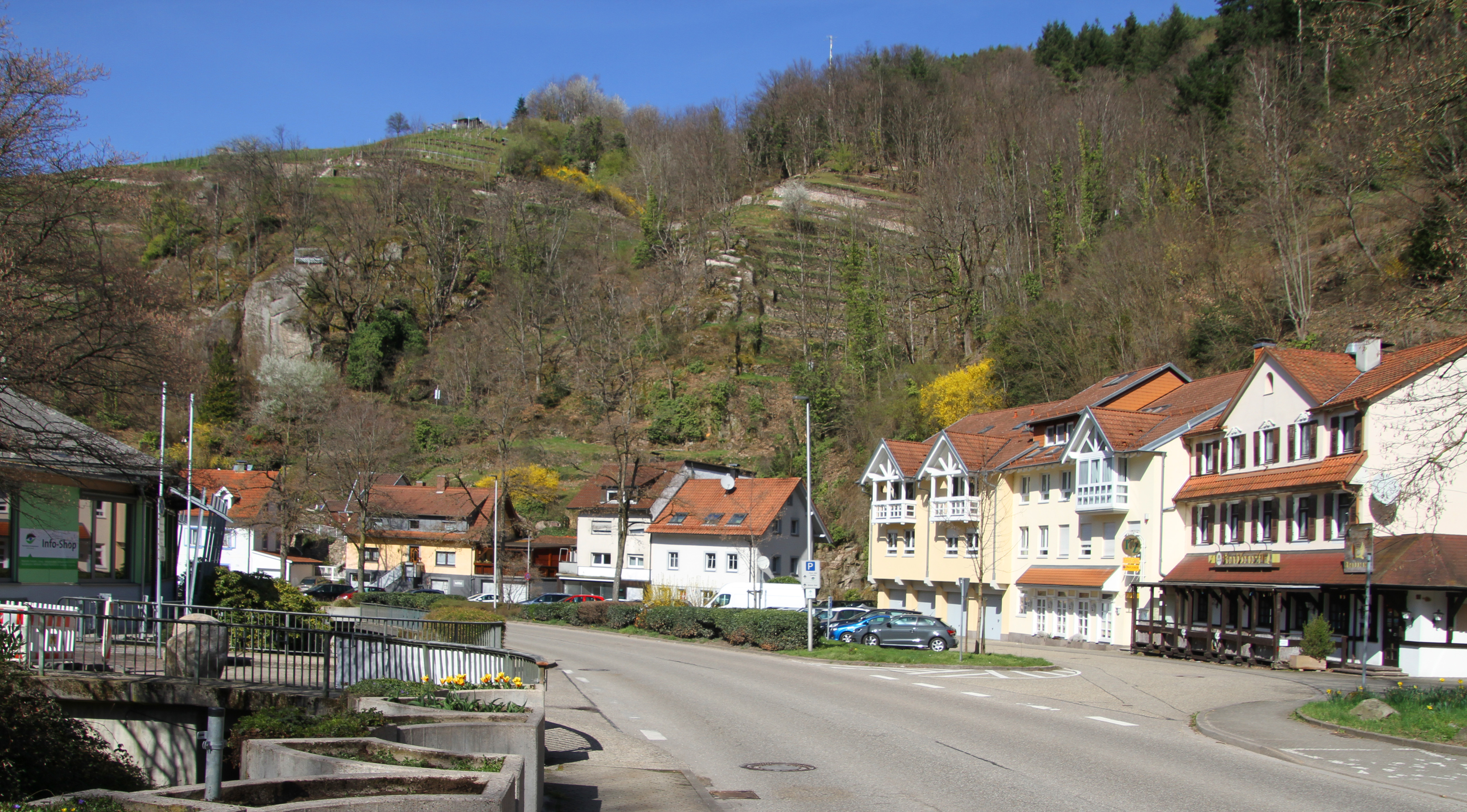
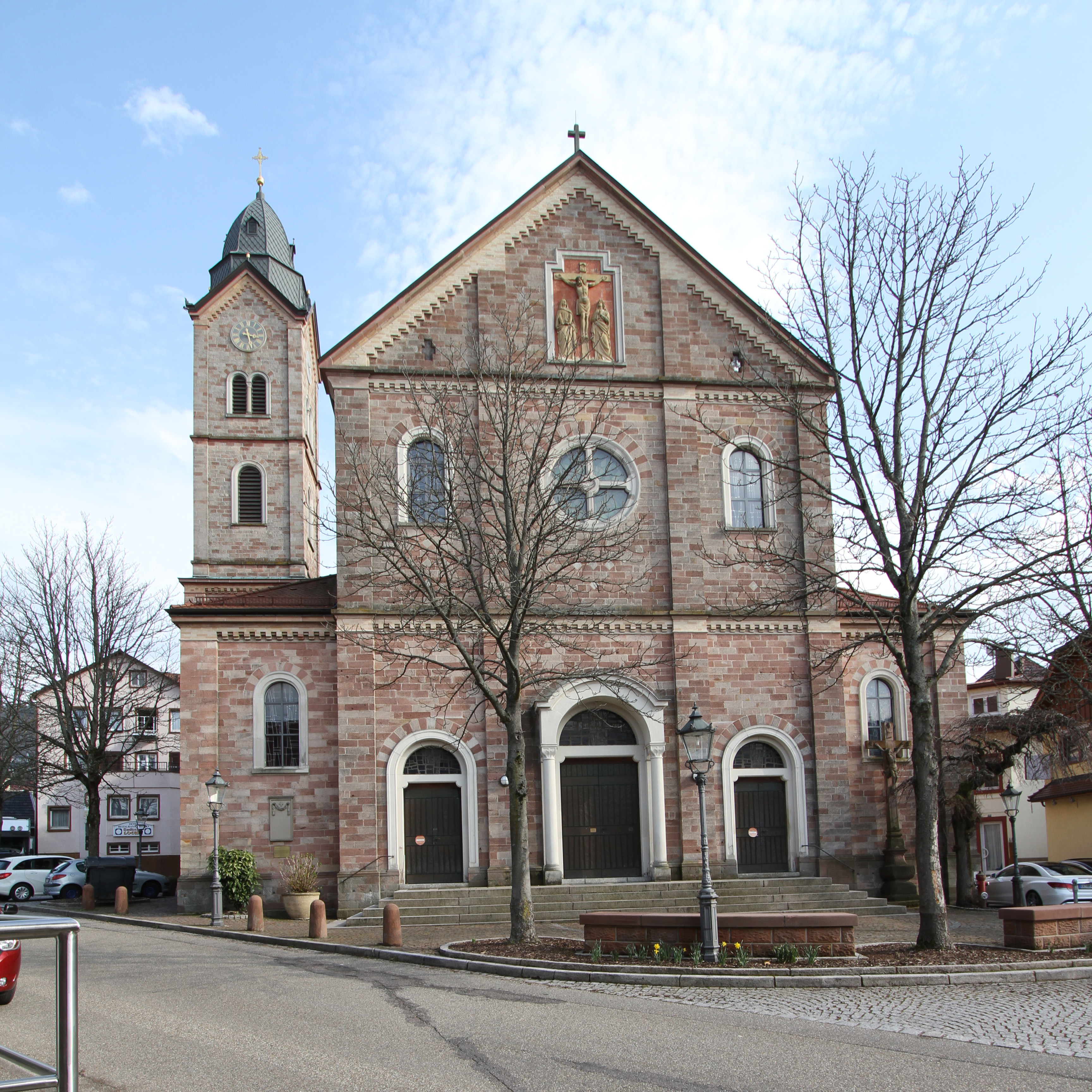
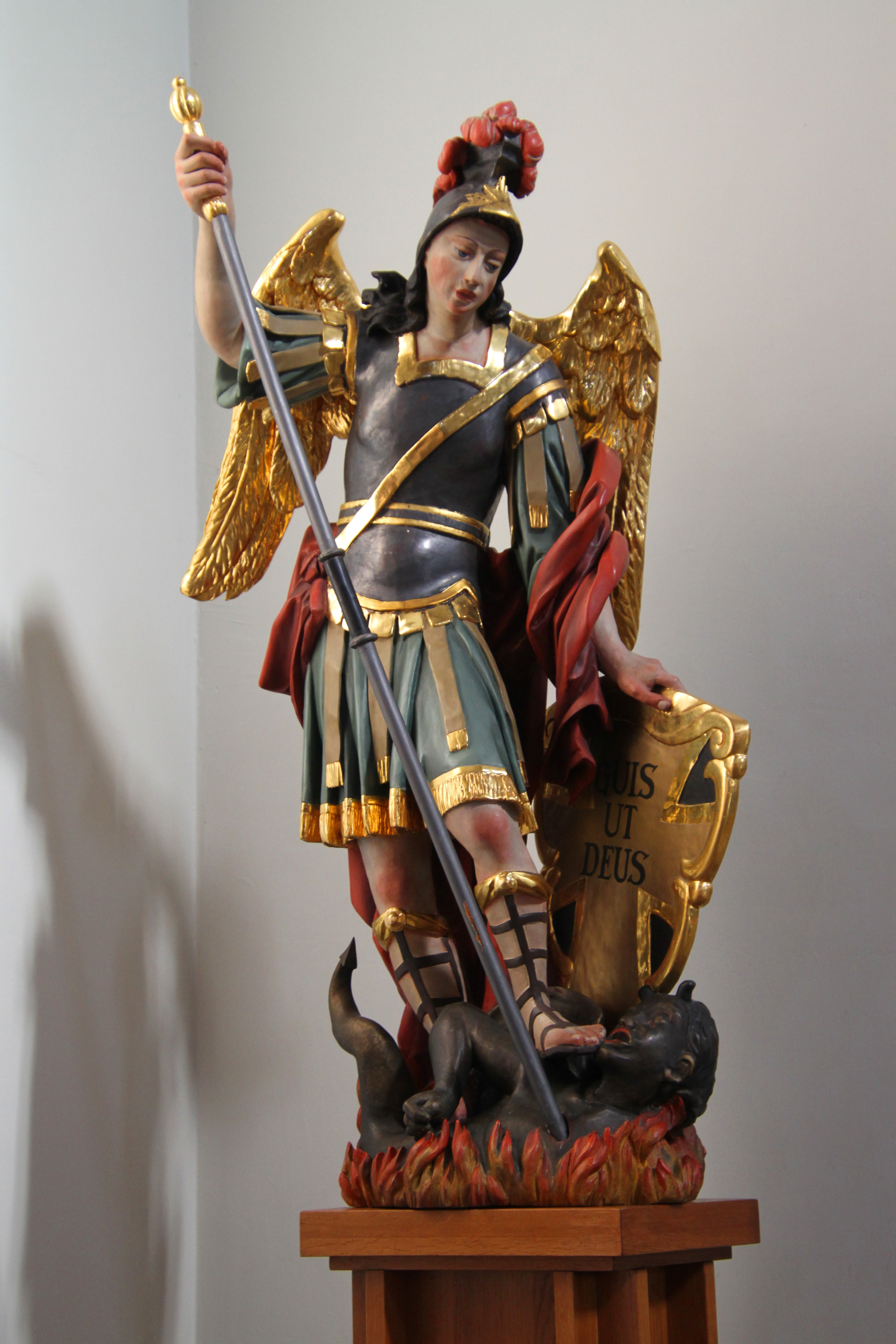
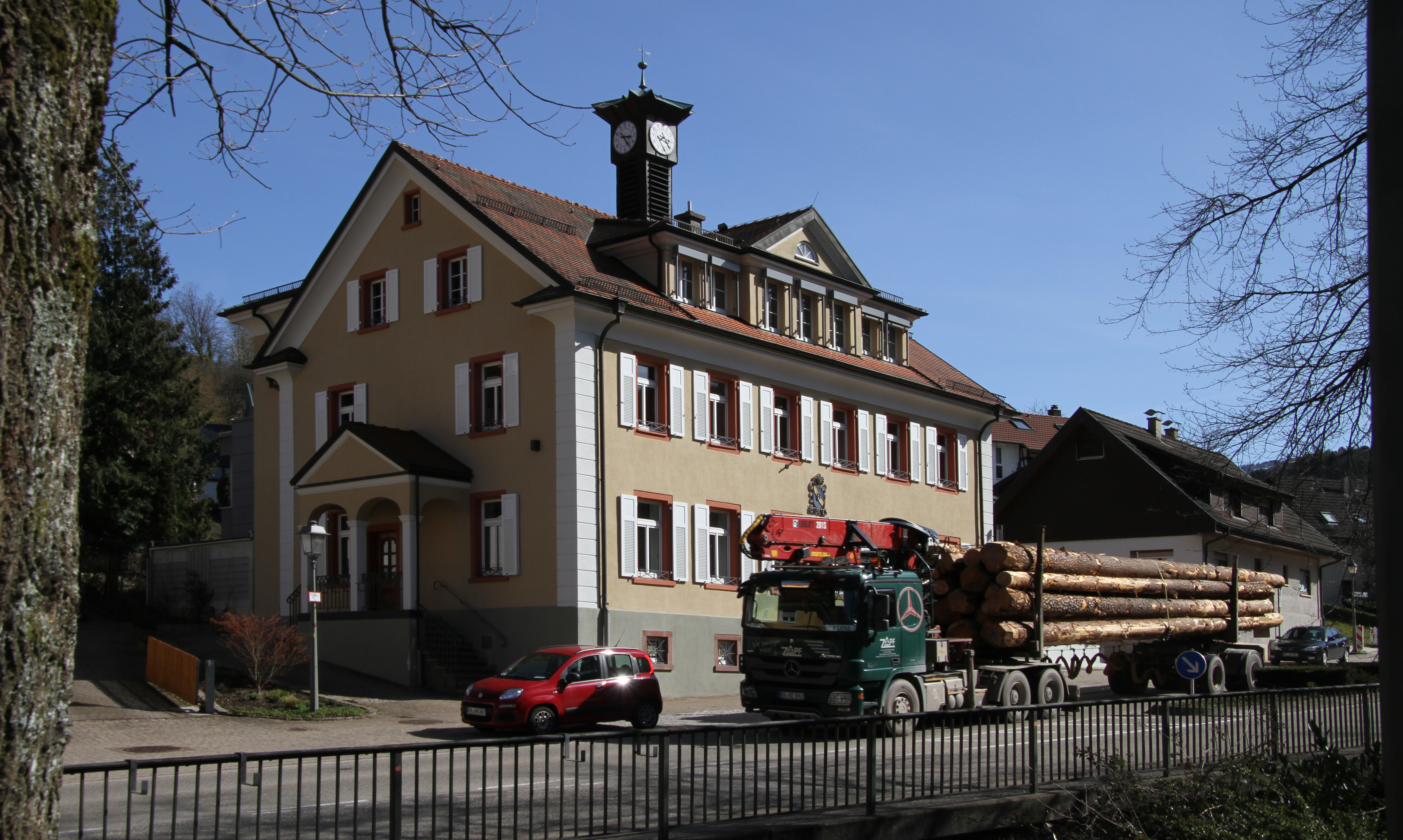
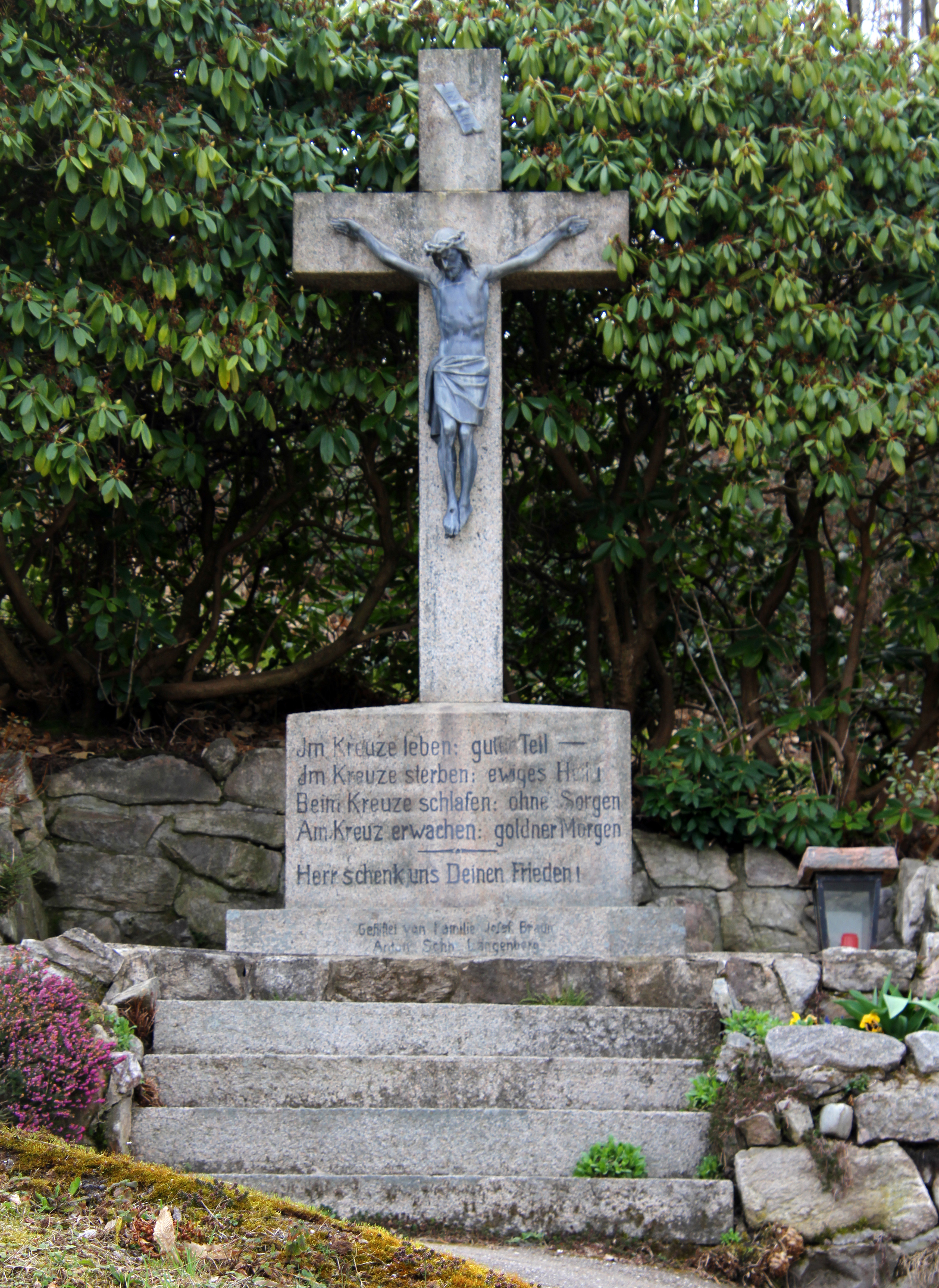
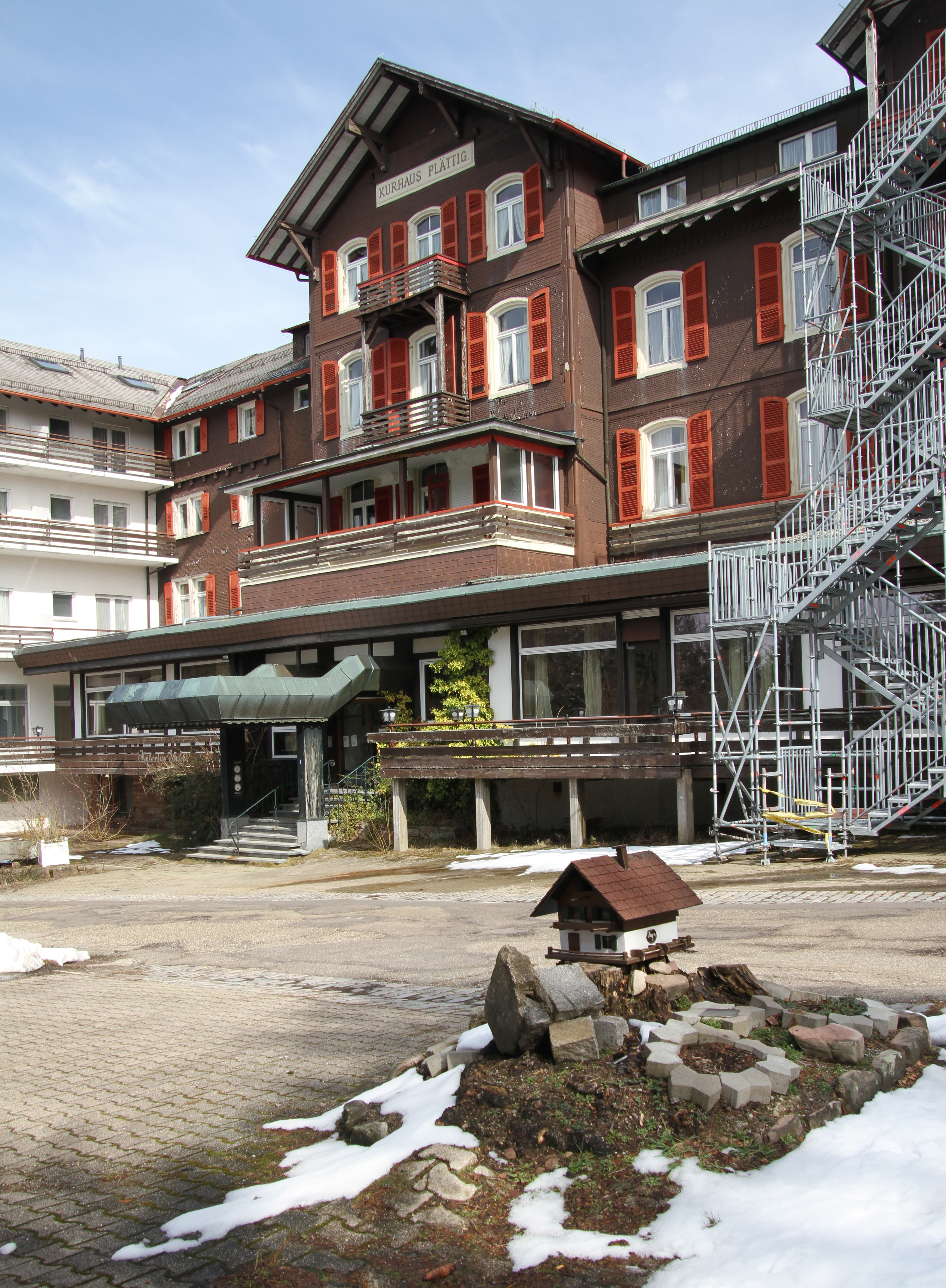
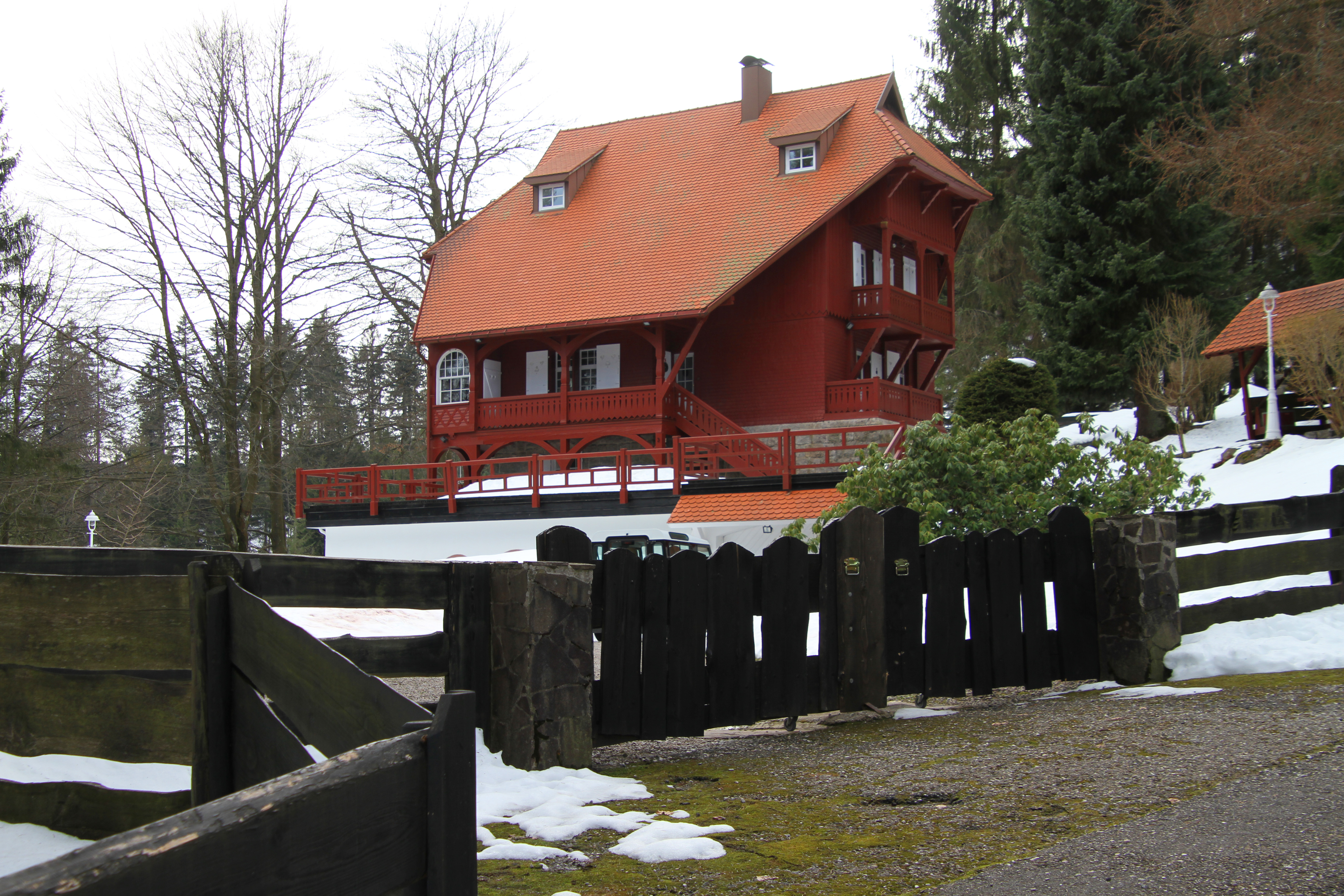
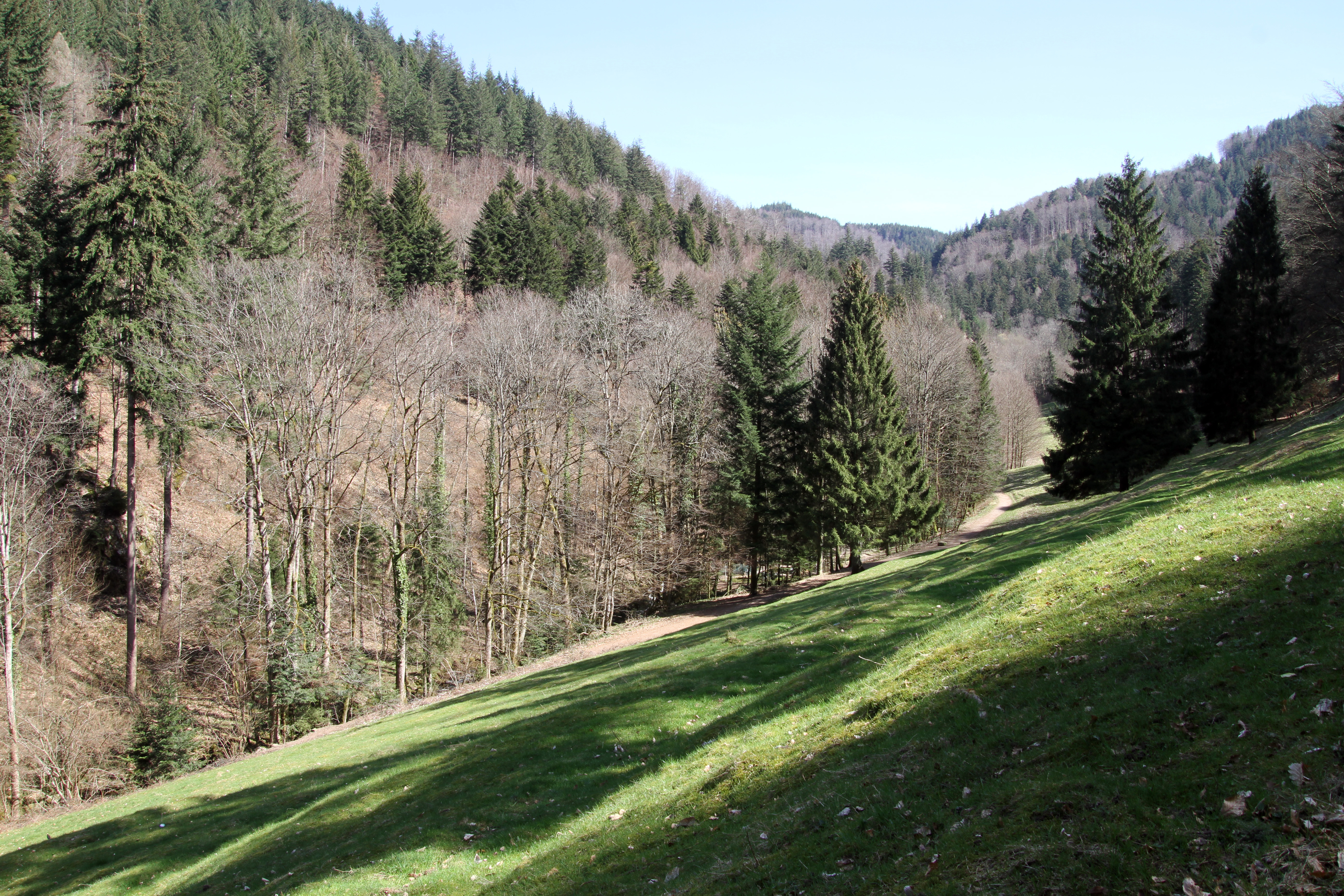